# جوليا (لغة برمجة)
جوليا (بالإنجليزية: Julia) هي لغة برمجة ديناميكية عالية المستوى صممت لتحقيق متطلبات الحوسبة العددية والعلمية عالية الأداء. كما أنها فعالة لكافة الاستخدامات .

## وصلات خارجية
- الموقع الرسمي